# (69261) Philaret
(69261) Philaret est un astéroïde de la ceinture principale.

## Description
(69261) Philaret est un astéroïde de la ceinture principale. Il fut découvert le 23 décembre 1982 à Nauchnyj par Lioudmila Karatchkina. Il présente une orbite caractérisée par un demi-grand axe de 2,68 UA, une excentricité de 0,26 et une inclinaison de 11,8° par rapport à l'écliptique.